# Elecciones generales de Perú de 1936
Las elecciones generales de Perú de 1936 se realizaron el 11 de octubre de 1936 para elegir al presidente y los vicepresidentes del Perú para el periodo 1936-1941. 
En 1936, año en que Sánchez Cerro hubiera finalizado su periodo presidencial, el General Benavides convocó a elecciones generales, el 11 de octubre.
Al 30 de junio de 1936, la población total del Perú se estimó en 6.238.300 habitantes, de los cuales 3.118.000 correspondía al sexo femenino y 3.120.300 al sexo masculino, de ellos se encontraban inscriptos en el Registro Electoral solo 490.716 ciudadanos que podían ejercer el derecho al voto, es decir el 15,7% que tenían 21 o más años de edad y eran alfabetos, el resto de la población masculina fuera menor o mayor de 21 años de edad, si eran estos últimos analfabetos, estaban limitados de sus derechos como ciudadanos, no podían elegir. 
Por otro lado, la totalidad de la población femenina carecía de derechos políticos fueran alfabetas o no y contaran con 21 años o más. Con relación a las elecciones genera

## La inscripción del Apra
Para las elecciones de 1936, se perfilaba como candidato de arrastre popular el líder aprista Víctor Raúl Haya de la Torre, pese a estar en la clandestinidad. Pero faltando veinte días para los comicios, el Jurado electoral tachó la inscripción de Haya, por considerar que su partido era una organización internacional, y como tal, inhabilitada constitucionalmente. 
Ante la consulta de anular las elecciones, Luis Antonio Eguiguren, que encabezaba los votos como seguro candidato electo a Presidencia de la República y en su calidad de representante del Congreso presentó una moción amparándose en la Constitución, mediante la cual “Declaraba inconstitucional y antijurídica y antidemocrática la consulta hecha, la cual no podía ser tomada en consideración y ni siquiera discutida por el Congreso”; disponiendo que el Jurado Nacional dispusiera continuar con los escrutinios de Lima y Callao y proclamara inmediatamente Presidente de la República y que los Jurados Departamentales proclamarán senadores y diputados a los ciudadanos que hubieran obtenido mayoría de votos, sin aceptar nulidad de ninguna especie. El Presidente del Congreso puso al voto la admisión a debate, pero solo dieciocho representantes votaron a favor de la moción. Seguidamente se debatió finalmente la anulación de las elecciones, moción que consiguió la aprobación de la mayoría presente, constituida por sesenta congresistas.

## Desarrollo
En estas elecciones postularon para la presidencia Jorge Prado Ugarteche (de la Coalición Conservadora, apoyado inicialmente por el gobierno), Luis A. Flores (del partido filofascista Unión Revolucionaria), el independiente Manuel Vicente Villarán y Luis Antonio Eguiguren (del Partido Social Demócrata); este último resultó ser el ganador de los comicios.
Pero estas elecciones fueron anuladas por el Jurado Nacional de Elecciones, no bien iniciado el escrutinio, con el pretexto de que los apristas (cuyo partido estaba proscrito por la ley) habían beneficiado con sus votos a Eguiguren y virtual ganador. 
Al declarar el Congreso, nulas las elecciones generales realizadas y ante el vacío del poder, al no ser cubiertas las autoridades que cesaban en su mandato el 8 de diciembre de 1936, poco antes de la fecha, se vieron dos mociones, la primera relativa a la reelección presidencial —la de Benavides— la otra, la prórroga de los dos poderes, esta última recibió el apoyo de 42 representantes, que no pudieron emitir su opinión a favor por no haberse realizado la votación, la primera en cambio recibió de parte de un grupo de congresistas especialmente de la Unión Revolucionaria, que pidieron el inmediato enjuiciamiento del general Benavides, esto motivo un desorden, cambiándose “reelección” por “prorroga” y la orden da apagar la luces del Palacio Legislativo por parte del presidente del Congreso Clemente Revilla, este se trasladó —según Eguiguren— “... a la Casa de gobierno. Allí se mandó llamar al Oficial Mayor del Congreso y se simuló una sesión, una Acta y una Ley que prorrogaba el mandato del general Benavides por tres años, confiriéndole poderes legislativos”.
Lo citado por Eguiguren es avalada por Manuel Bustamante de la Fuente, quien señaló que en la sección del Congreso del 3 de noviembre de ese año —la misma que según careció de quórum— decidió prorrogar el mandato del general Benavides hasta el 8 de diciembre de 1939, junto con ello le otorgó facultades legislativas